# سالشمار فرمانروایی الموت

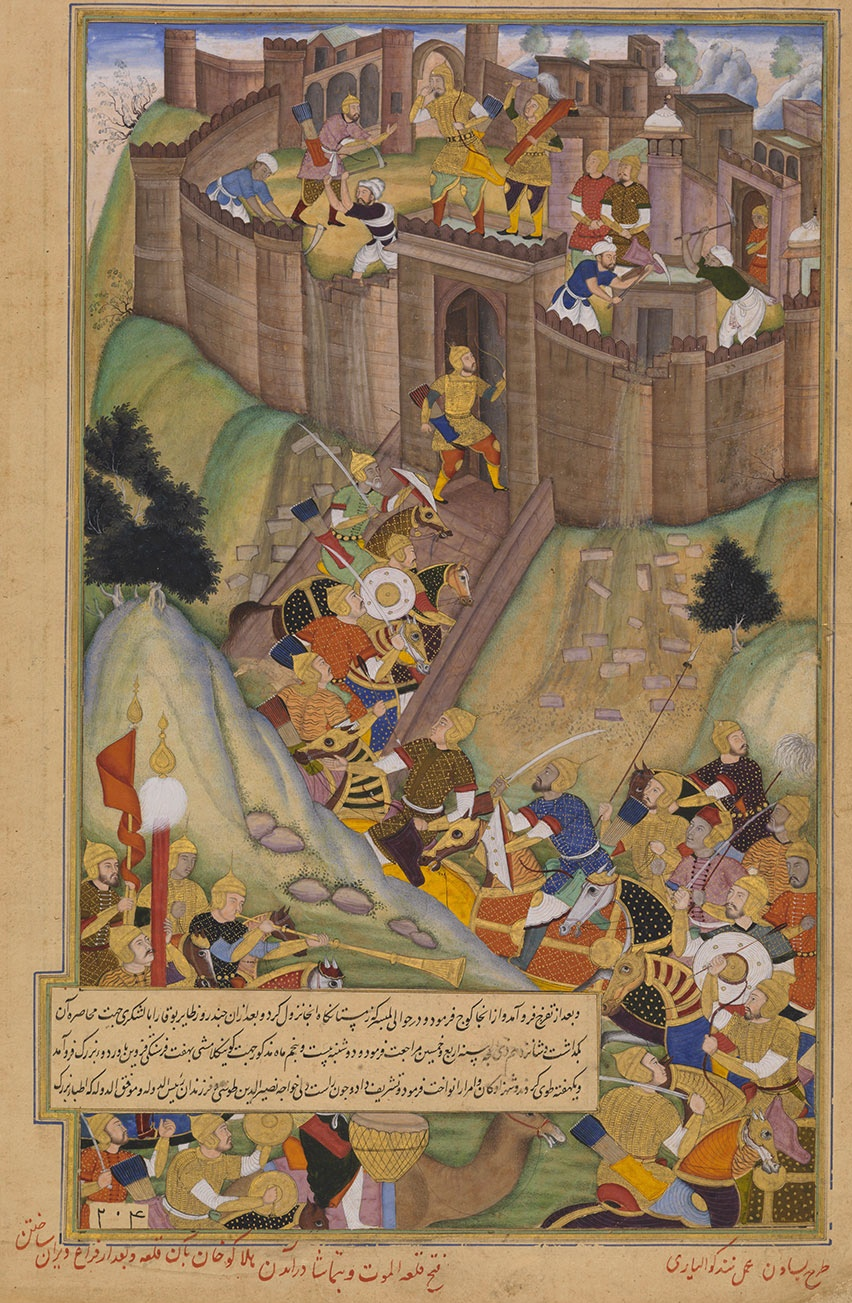
الموت. مینیاتور قرن ۱۵ میلادی

اَلَموت منطقه ای تاریخی در شمال استان قزوین است که به علت فرمانروایی اسماعیلیان اهمیت زیادی در تاریخ ایران داراست. حکومت این گروه مذهبی با فرمانروایی حسن صباح به مرکزیت قلعه الموت آغاز و با حمله هلاکوخان به پایان رسید. این فرمانروایی توسط امامان اسماعیلی و با شیوه‌های مختلف اغلب مذهبی صورت می‌گرفته‌است.

## حسن صباح (۱۱۲۴–۱۰۸۳ میلادی)

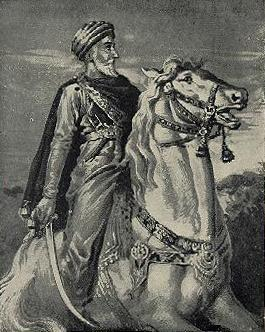
حسن صباح، بنیانگذار حکومت الموت

حسن صباح، بنیان‌گذار دولت اسماعیلیه در ایران و نیز بانی دعوت مستقل اسماعیلیه نزاری بود. دربارهٔ آغاز زندگی و دوره جوانی او اطلاعات کمی وجود دارد. حسن صباح در رجب ۴۸۳ هجری قمری مخفیانه وارد قلعه الموت شد. وی تا مدتی هویت خود را پنهان می‌کرد و به عنوان معلمی به نام دهخدا، به کودکان محافظان قلعه درس می‌داد و بسیاری از محافظان نیز به کیش اسماعیلی درآمدند. وی که به هوش و ذکاوت زیاد مشهور است سرانجام با کمک پیروان در داخل و خارج قلعه، به آسانی در اواخر پاییز ۴۸۳ به حکمرانی قلعه دست یافت.
حسن صباح در الموت کتابخانه مهمی ایجاد کرد که مجموعه کتاب‌ها و ادوات علمی آن تا هنگام حمله مغول و تخریب الموت در ۶۵۴ هجری قمری(۱۲۵۴ میلادی)، گسترش یافت.

## کیا بزرگ امید (۱۱۳۸–۱۱۲۴ میلادی)
کیا بزرگ امید رودباری که از سوی حسن صباح حاکم قلعه لمسر بود، پس از مرگ حسن و بنا به وصیت او، خداوند الموت شد و حدود ۱۴ سال بر آنجا حکومت کرد. کیا امید، حسن صباح را پیشوا و امام خود می‌دانست، با این حال به ظاهر شریعت توجه بیشتری داشت. وی چهارده سال و دو ماه و بیست روز در رودبار و دژهای ملاحده فرمان راند تا این که در شانزدهم جمادی الثانی سال ۲۸ فوریه ۱۱۳۸ میلادی (۵۳۲ ق) درگذشت. کیا امید، در زمان حیات خود، پسرش محمد بن بزرگ امید را به جانشینی خود برگزید.

## محمد بن بزرگ امید (۱۱۶۲–۱۱۳۸ میلادی)
محمد بن بزرگ امید، پس از وفات پدرش کیا بزرگ امید، خداوند الموت و فرمانروای فرقه اسماعیلیه شد. وی تعداد زیادی ترورهای سیاسی به دستور پدرش و توسط فداییان انجام داد که قتل خلیفه عباسی المسترشد در مراغه (۵۲۹ ق / ۱۱۳۴ م)، خلیفه الراشد در اصفهان (۵۳۲ ق/۱۱۳۸ م)، و نیز معین الدین، وزیر سلجوقی (۵۲۱ ق / ۱۱۲۷ م) از آن جمله است. محمد بن بزرگ امید به مدت بیست و چهار سال و هشت ماه امامت اسماعیلیان را داشت تا این که سرانجام در سوم ربیع الاول ۵۵۷ ق / ۲۰ فوریه ۱۱۶۲ م چشم از جهان فروبست.

## علاءالدین محمد (۱۲۲۱–۱۲۱۰ میلادی)
علاءالدین محمد فرزند و جانشین جلال‌الدین حسن نومسلمان بود که در سال ۶۱۸ قمری و در سن نه سالگی به جای پدر نشست.
وی ۵ سال پس از فرمانروایی به مالیخولیا دچار گشت و کسی جرئت نمی‌کرد دربارهٔ مسائل حکومت با او سخن بگوید. در نتیجه پریشانی در منطقهٔ تحت فرمانروایی او حکمفرما گشت. خواجه نصیر طوسی مدت‌ها پیش این فرمانروا بوده‌است. سرانجام رکن‌الدین حسن پسر او همراه با دیگر سران دولت تصمیم به قتل او گرفتند. در نیمه‌شب آخر شوال ۶۵۳ قمری (آذر ۶۳۴) حسن مازندرانی او را با تبر گردن زد.

## جلال الدین حسن (حسن سوم) (۱۲۵۵–۱۲۲۱ میلادی)
جلال الدین حسن، به هنگام حیات پدرش محمد بن حسن با باورهای او مخالف بود. پس از وفات محمد بن حسن، پدر جلال الدین، وی رهبری اسماعیلیه را به عهده گرفت و عقیده خود را دنبال کرد. نخست اظهار مسلمانی نمود و پیروان خود را ملزم به احکام و شریعت نمود که در این باره به خلیفه بغداد و سلطان محمد خوارزمشاه نامه نوشت.

## رکن الدین خورشاه (۱۲۵۷–۱۲۵۵ میلادی)
رکن‌الدین حسن بن محمد، پسر علاء الدین محمد و ملقب به خورشاه، واپسین حاکم الموت است. هولاکو خان، نواده چنگیز برای بار دوم به ایران لشکر کشید در مقابل پیام هلاکو، چاره‌ای جز تسلیم برای رکن الدین باقی نماند، چرا که مقاومت در برابر سپاه هلاگو بی‌فایده بود. الموت سرانجام در ۶۵۴ ق/۱۲۵۴ میلادی تسلیم شد.

### تسخیر الموت
رکن الدین خورشاه، آخرین رئیس اسماعیلیه سعی می‌کرد تا به هر صورتی هلاکو و مغولان را از تصرف قلاع اسماعیلیه منصرف کند ولی هلاکو رضایت نداد. رکن الدین خورشاه، به ناچار تسلیم شد و همراه خواجه نصیرالدین طوسی و دیگر اطرافیانش، از قلعه میمون ذر، پایین آمدند و خود را به هلاکوخان تسلیم کردند و این نقطه پایانی برای حکومت مقتدر اسماعیلیان در ایران بود. بدین ترتیب سال ۶۵۴ هـ ق، قلعه الموت به تصرف مغول درآمد و حکومت اسماعیلیه بعد از ۱۷۰ سال به پایان رسید و به دستور منگوقاآن برادر هلاکو، خورشاه کشته شد.